# Gračanica (Bugojno, BiH)
Gračanica je naseljeno mjesto u općini Bugojno, Federacija Bosne i Hercegovine, BiH.

## Povijest
Selo je stradalo u bošnjačko-hrvatskom sukobu. Petero Hrvata iz obitelji Miloš zarobljeni su u Gračanici i držani u kući, a zatim ubijeni. Gračanica je bila mjestom ubojstva ili odlaganjem mrtvih tijela još nekih hrvatskih civila.
Srpnja 1993. postrojbe Armije BiH u Gračanici su ubile 21 Hrvata.

## Stanovništvo

### Popisi 1971. – 1991.
| Gračanica          |              |              |              |
| godina popisa      | 1991.        | 1981.        | 1971.        |
| Muslimani          | 812 (69,46%) | 626 (61,85%) | 510 (57,49%) |
| Hrvati             | 338 (28,91%) | 377 (37,25%) | 371 (41,82%) |
| Srbi               | 3 (0,25%)    | 2 (0,19%)    | 1 (0,11%)    |
| Jugoslaveni        | 0            | 6 (0,59%)    | 0            |
| ostali i nepoznato | 16 (1,36%)   | 1 (0,09%)    | 5 (0,56%)    |
| ukupno             | 1.169        | 1.012        | 887          |

### Popis 2013.
| Gračanica          |              |
| godina popisa      | 2013.        |
| Bošnjaci           | 713 (89,80%) |
| Hrvati             | 75 (9,45%)   |
| Srbi               | 0            |
| ostali i nepoznato | 6 (0,76%)    |
| ukupno             | 794          |

## Vanjske poveznice
- Župa Srca Marijina
  - zemljovid župe Skopaljska Gračanica[neaktivna poveznica]